# Santa María del Prado
Santa María del Prado es una localidad española y también una entidad local menor perteneciente al municipio de Matamala de Almazán, en la provincia de Soria, comunidad autónoma de Castilla y León. Forma parte también del partido judicial de Almazán y de la Comarca de Almazán.

## Demografía
En el año 1981 contaba con 69 habitantes, concentrados en el núcleo principal, pasando a 22 en 2010, 12 varones y 10 mujeres.
| Gráfica de evolución demográfica de Santa María del Prado entre 2000 y 2010                      |
|                                                                                                  |
| Población de derecho (2000-2010) según los censos de población del INE a 1 de enero de cada año. |

## Historia
A la caída del Antiguo Régimen la localidad se constituye en municipio constitucional en la región de Castilla la Vieja, partido de Almazán que en el censo de 1842 contaba con 16 hogares y 70 vecinos, para posteriormente integrarse en Matamala de Almazán.
En el año 2015, Ana Pastor fue nombrada alcaldesa de Santa María.